# Bustier

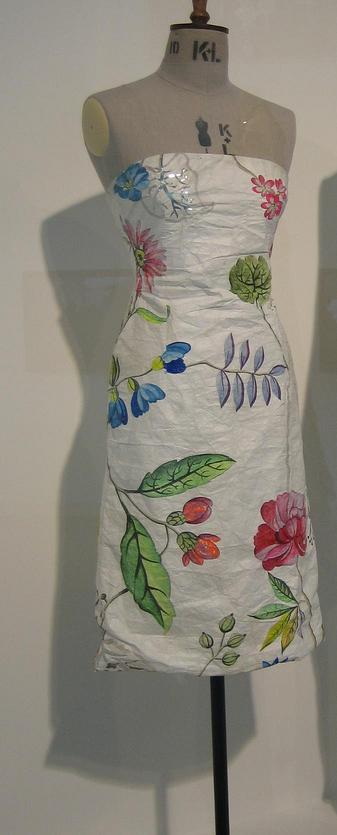
Vestit bustier sense tirants

Un bustier o cosset és una roba femenina que sosté el pit, un sostenidor sense tirants. Aquest cosset petit que no sobresurt del límit superior del sostenidor es pot fixar, o no, per mitjà de tirants. Si aquesta brusa no en posseeix pas, es pot tenir recurs a un balenatge per a rigidificar-ne l'estructura. En l'absència de tirants, aquesta vestit necessita a més un ajustament perfecte. El bustier es prepara així a mida o bé es pot comprar a botigues de llenceria especialitzades Si el bustier designa avui les bruses la part superior de les quals s'atura sota les aixelles, un autèntic bustier és en realitat una brusa balenada que pot fer de sostenidor.

## Confecció
El bustier, per les seves formes pròximes del cos, imposa tècniques de costura específiques. En particular, la seva confecció imposa l'ús de pinces i de vegades igualment de balenes. El cal distingir de la cotilla, que apunta més a mantenir la talla.

### Balenes
Tot com la cotilla, el bustier pot posseir balenes Aquestes darreres serveixen d'armadura i serveixen a rigidificar la roba. Sempre van cosides a l'interior del vestit i la major part del temps enfilades en una colissa prevista a aquest efecte. Particularment les balenes utilitzades per als bustiers són en general de plàstic de 8 mm, més fines i no tant rígides que aquelles concebudes per a les faldetes de davall. El nombre de balenes afegides al bustier depèn de la rigiditat desitjada i del nombre de peces de teixits utilitzat per a fabricar el bustier

### Mesures específiques
El bustier tradicional ha conservat una estructura similar a aquella de la cotilla i ha guardat l'un dels seus avantatges : la possibilitat - adquirida per la seva rigiditat - de modificar la silueta, i en particular l'aspecte del pit. Tanmateix, el bustier imposa igualment un ajustament perfecte al cos de la que el porta. Una mesura de la volta del cos per damunt del pit és necessària per a limitar els efectes d'obertura en l'escolladura, una mesura per sota permet de precisar l'efecte volgut : remuntar o retenir el pitt. Aquesta segona mesura és necessària per a ajustar al millor la línia del pit

### Formes de bustier

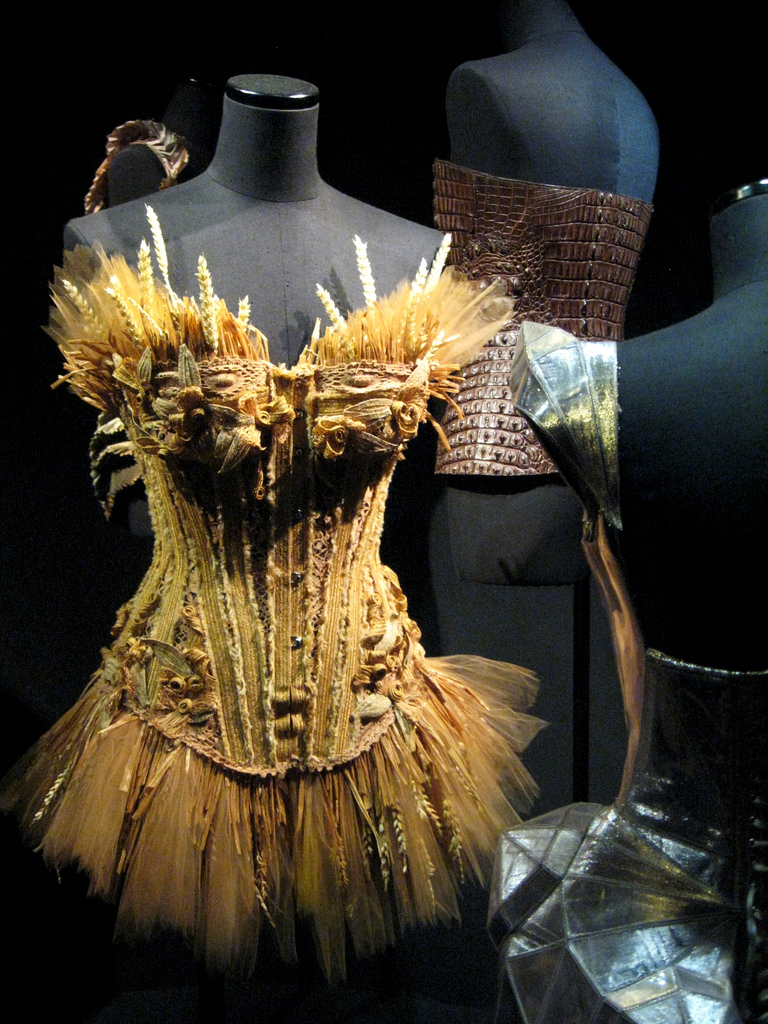
Bustier amb balconets de Jean-Paul Gaultier, exposició l'any 2011 a Montreal

El principi del bustier, al mateix títol que aquell de la cotilla, és de seguir tan a prop com possible les línies del cos i de modificar-les lleugerament si necessari
Retall en cor
Vist de cara, el bustier presenta dues línies obliqües que es tallen a l'altura de la talla, dibuixant un cor la part principal del qual és al nivell dels pits
Bustier amb balconets
Ric en balenes, aquest bustier és molt pròxim de la cotilla. Dues peces de teixits hi estan dibuixades de manera a sotalinear el pit separadament de la resta del cos tot formant un escolladura franca. El pit és així aixecat i posat en valor.
Bustier drapat (fr. drapé)
El drapé és un tros de teixit superposat al bustier que posa en valor la línia del pit pels seus nombrosos plecs, horitzontals o oblics. En particular, les teles lleugeres tals com la mussolina, l'organdí o el tul es prestin bé a aquesta mena de bustier. El drapé horitzontal és constituït de dues bandes de teixit fi formant naturalment molts plecs que s'ajunten al mig del bust segons una costura vertical. Aquesta darrera és recoberta per un motiu ornamental. El drapé oblic fa aparèixer un drapé frunzit únicament en un dels costats del bustier. El bustier presenta llavors una dissimetria marcada
Vestit bustier
El vestit bustier és un vestit que presenta un bustier a la part superior.

## Modes
Cultura índia
A la cultura índia, les bustiers tenen una importància particular. El bustier de les dones és generalment confeccionat per un sastre de sexe masculí pertanyent a la casta dels sastres (Shimpi). El bustier és generalment decorat i brodat. No és mai la dona qui el fa ella mateixa
Venècia 
Al  s. XVI, la moda de l'espoitrinement (espitralament) incità les dones maridades a portar bustiers força curts que deixaven a descobert una part important del pit. Criticats a l'estranger i pels moralitzadors de l'època, aquestes bustiers sovint anaven adornats de pedres precioses i d'un cintura de tela d'or. El bustier mateix era en general de seda